# Hubjeri (Goražde)
Hubjeri es un pueblo ubicado en el municipio de Goražde, en el cantón de Podrinje Bosnio, Bosnia y Herzegovina.

## Superficie
Cuenta con una superficie de 0,65 km².

## Demografía
Hasta 2013 la población era de 153 habitantes, con una densidad de población de 236,0 hab/km².
| Gráfica de evolución demográfica de Hubjeri entre 1961 y 2013                      |
|                                                                                    |
| Datos según Population statistics of Eastern Europe & former USSR y Statistika.ba. |